# Queubus jamesanus
Queubus jamesanus är en havsspindelart som beskrevs av Barnard, K.H. 1946. Queubus jamesanus ingår i släktet Queubus och familjen Callipallenidae. Inga underarter finns listade i Catalogue of Life.